# Hieronymus II. Held

Das Porträt des Abtes Hieronymus II. Held

Hieronymus II. Held (Taufname Johann Franz Balthasar Held; * 2. Februar 1694 in Gerolzhofen; † 20. Oktober 1773 in Ebrach) war von 1741 bis 1773 Abt des Zisterzienserklosters in Ebrach.

## Leben

### Jugend und Amtsantritt
Hieronymus II. Held wurde am 2. Februar 1694 als Johann Franz Balthasar Held im unterfränkischen Gerolzhofen geboren. Über die Familie des späteren Abtes ist nichts Genaues bekannt, auch die Ausbildung Helds wird in den Quellen nicht erwähnt. Unter Abt Wilhelm I. Sölner, seinem Vorgänger, trat Held als Hieronymus Held in die Abtei Ebrach ein. Es folgte ein rascher Aufstieg zum geweihten Mönch und Priester bis ins Jahr 1741.
Hieronymus Held reiste im Auftrag seines Abtes nach Rom, um mit dem Hofadvokaten des Papstes Clemens XII., Cucuwill, über die Anerkennung des Werkes „Brevis Notitia“ (lat. kurze Beschreibung) durch den Vatikan zu verhandeln. Held gelang es, dass die Schrift seines Abtes Wilhelm I., die Spannungen mit dem Hochstift Würzburg ausgelöst hatte, anerkannt wurde. Nach dem Tod des Wilhelm wurde Hieronymus Held am 16. Mai 1741 zum siebenundvierzigsten Abt von Ebrach gewählt.
Weiterhin war Held um ein gutes Verhältnis zum Hochstift Würzburg besorgt und erhielt hierin Unterstützung vom Bischof Friedrich Karl von Schönborn-Buchheim selbst, der ebenso die Streitigkeiten beenden wollte. Hieronymus ließ deshalb als eine seiner ersten Amtshandlungen den Nachdruck der „Brevis Notitia“ verbieten. Gleichzeitig ließ er sich von den Bewohnern der Klosterdörfer huldigen, alle männlichen Einwohner mussten den Treueeid schwören.

### Bauten und Krieg
Bereits zwei Jahre nach seinem Amtsantritt, 1743, ernannte ihn der Generalabt des Zisterzienserordens Andoche Pernot des Crots zum Generalvikar für Franken. Innerhalb seines Herrschaftsgebietes entstanden unter Abt Held mehrere Bauten. So geht der Neubau des Amtshofs in Koppenwind auf ihn zurück, ebenso wie der Neue Ebracher Hof im nahen Bamberg und die Stuckzier der Kirche in Burgwindheim. In Ebrach selbst entstand der sogenannte Wächterturm, außerdem wurde ein Mönchschorgitter für die Klosterkirche angefertigt.
Den Klostergarten verzierten Skulpturen von Jakob van der Auwera, insbesondere die Figurengruppe des „Herkules und Antäus“ haben sich noch heute erhalten. Ebenso entstanden neue Gebäude für das Kloster selbst, als die sogenannte Orangerie zu bauen begonnen wurde. Im Jahr 1756 begann der Siebenjährige Krieg, der bald schon auch die Abtei erreichen sollte: Die Preußen besetzten das Bamberger Land und der Abt ließ zunächst den Klosterschatz in Sicherheit bringen.
Dennoch kam es zu Einquartierungen und der Forderung von Kriegskontributionen. Neben den Preußen setzten auch österreichische Truppen dem Kloster zu, sodass insgesamt 300.000 Gulden zu zahlen waren. Nach dem Krieg ging Held zunächst daran, einen Arzt in der Abtei zu etablieren. Er sollte den Seuchen vorbeugen, die häufig den einquartierten Truppen folgten. Außerdem richtete man im Kloster eine Apotheke ein.
Abt Hieronymus Held besuchte noch 1765 und 1766 das Generalkapitel des Ordens im Mutterkloster Cîteaux in Frankreich. Unter seiner Regierung wurden insgesamt 58 Novizen im Kloster Ebrach aufgenommen. Bereits 1772 begann bei Abt Hieronymus die Gicht auszubrechen und zeichnete den Abt in seinem letzten Lebensjahr. Er verstarb am 20. Oktober 1773 gegen 16 Uhr und wurde in der Kreuzkapelle der Klosterkirche beigesetzt.

## Wappen

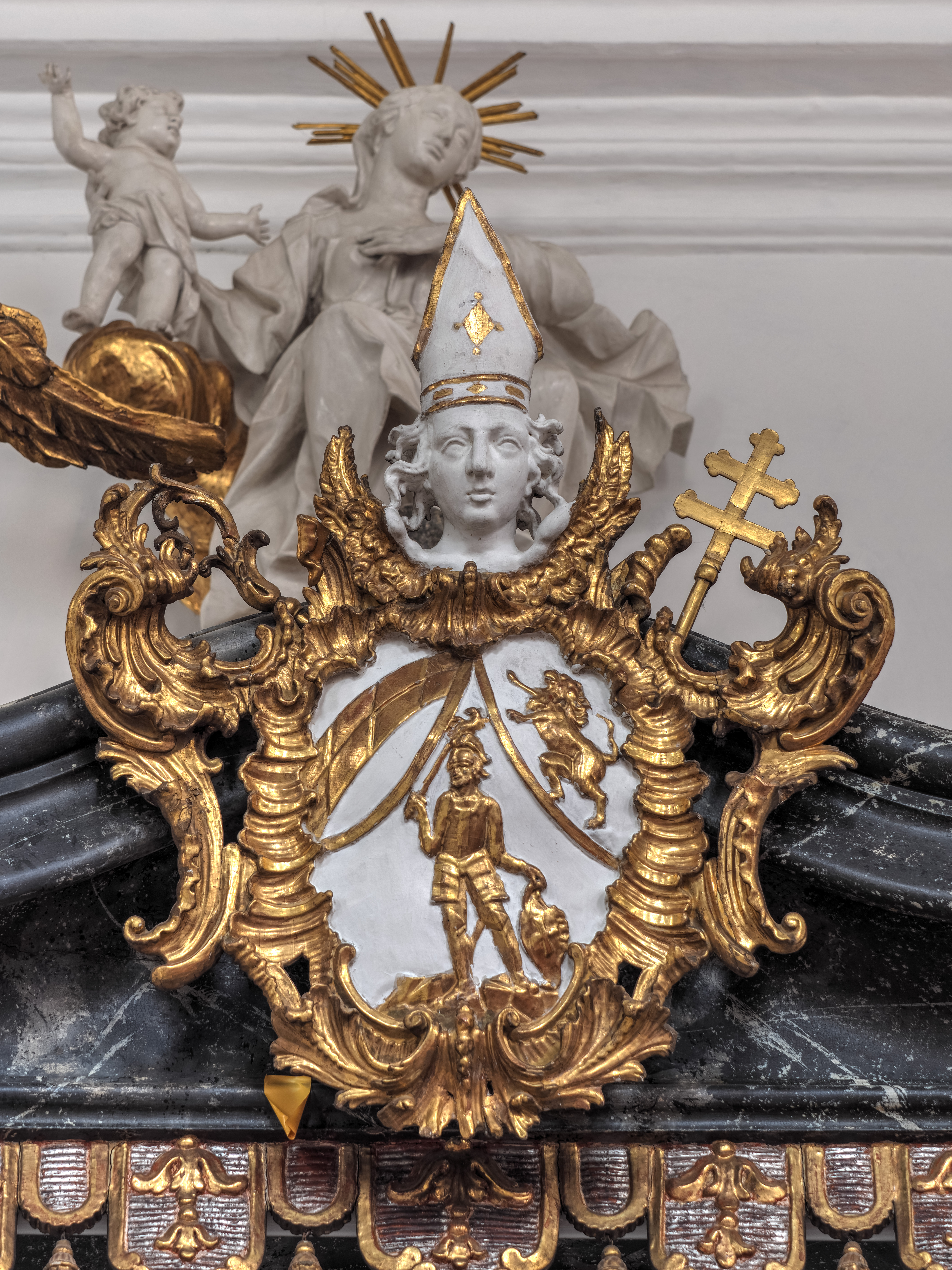
Das Wappen an der Kanzel in Burgwindheim

Aufgrund der regen Bautätigkeit des Abtes findet sich sein persönliches Wappen häufig in den ehemaligen Dörfern des klösterlichen Besitzes. Unter anderem wurde es an der Kanzel in der Burgwindheimer Jakobskirche und in der Stuckzier des Gotteshauses angebracht. Ferner ist es am ehemaligen Gasthof zum Adler in Sulzheim, dem Neuen Ebracher Hof in Bamberg und im Chorgitter der Ebracher Abteikirche zu finden. Beschreibung: Ein wachsender, gerüsteter Mann; in der Rechten ein erhobenes Schwert, in der Linken einen Schild mit einem Kreuz; ein Vogel fliegt darüber.
Mehrere Versionen des Wappens sind überliefert, sodass auch die Tingierung unklar ist. In Burgwindheim und Ebrach ist der Mann in Gold auf silbernem Grund dargestellt, während in Sulzheim ein silberner Mann auf blauem Grund zu sehen ist. Es handelt sich um ein sprechendes Wappen, das auf den Nachnamen des Abtes verweist.